# François Bertrand Dufour
François-Bertrand Dufour, né le 25 janvier 1765 à Souillac (Lot), mort le 13 octobre 1832 à Lanzac (Lot), est un général français de la Révolution et de l’Empire.

## États de service
François Bertrand Dufour entre en service comme volontaire en 1792 au 2e bataillon du Lot, où il devient rapidement lieutenant, adjudant-major, capitaine et chef de bataillon en ventôse an II. 
En 1793, il passe sous les ordres du général Ambert qui commande une division de l’armée de la Moselle, il montre beaucoup de valeur à la bataille de Kaiserslautern du 28 au 30 novembre 1793, où après avoir soutenu une charge de 2 000 cavaliers prussiens, il doit abandonner le plateau de Morlantern, il interrompt le mouvement de retraite pour porter secours à une pièce d’artillerie tombée en bas de la chaussée, il se retourne vigoureusement avec son bataillon contre les Prussiens, et ne reprend sa marche que lorsque la pièce est en sûreté. 
Proposé pour le grade de général de brigade par le général Ambert, il refuse pour rester avec ses compagnons d'armes. Il se signale de nouveau à Wasserbillig, sur la Moselle, face à la Sarre, où il s’empare d’une pièce de canon et d’un grand nombre de soldats autrichiens du régiment de Bender. Il prend part à tous les combats qui marquèrent la marche de l'aile droite de l'armée de la Moselle sur Mayence. 
Le 1er messidor an III (20 juin 1800), il est nommé chef de la 108e demi-brigade de première formation (qui sera amalgamée pour former la 21e demi-brigade de deuxième formation) et il se distingue dans les armées du Rhin, de celle de Sambre-et-Meuse, de celle du Nord. 
En l’an X, il se rend à l'armée gallo-batave, et le 3 frimaire an X (24 novembre 1801), il enlève le pont d’Aschaffenbourg obligeant l’ennemi à quitter cette ville. Le général en chef Augereau témoin de sa conduite lui confie le commandement de l'avant-garde, avec laquelle il s'empare de Wurtzbourg, de Bamberg et de Forchheim. Sitôt la paix signée avec l’Autriche, il est envoyé à Nantes pour faire partie de l’Armée des Côtes de l’Océan. 
En l'an XI, il rejoint Flessingue, pour embarquer avec ses troupes à bord de la flottille hollandaise commandée par l’amiral Werhuel et aborde dans le port d'Ostende, malgré les Anglais. Il est fait membre de la Légion d'honneur le 19 frimaire an XII (11 décembre 1803), officier de cet ordre le 25 prairial suivant (14 juin 1804), et électeur du département de la Gironde. Il participe à la campagne du Tyrol dans la division du général Gudin
Le 6 frimaire an XIV (27 novembre 1805), il obtient le commandement de la place de Presbourg, il concourt au succès de la bataille d'Austerlitz le 11 frimaire an XIV (2 décembre 1805) et reçoit le 3 nivôse an XIV (24 décembre 1805) le grade de général de brigade. Il passe en cette qualité dans le 3e corps d'armée, puis dans la division du général Legrand rattaché au 4e corps, pour seconder le général Merle dans les travaux des fortifications de Braunau sur l'Inn. En mars 1807, il est appelé au quartier général de la grande Armée, pour participer aux sièges de Dantzig, de Graudenz sur la Vistule, et de Stralsund. 
Le 3 décembre 1807, il est envoyé à l'armée d'Espagne, il rejoint les troupes françaises à Burgos et il est employé dans la division du général Gobert. Il est créé baron de l’Empire le 26 avril 1808, et il prend le commandement d’une brigade de la division du général Vedel à la bataille de Baylen. Compris dans la capitulation du général Dupont, il est transféré dans l'île de Minorque, et de là en Angleterre. 
Il rentre en France à la première Restauration, et reçoit de Louis XVIII le titre de commandeur de la Légion d'honneur le 27 décembre 1814 et celui de chevalier de Saint-Louis le 3 janvier 1815.
Pendant les Cent-Jours, il commande à la bataille de Fleurus, une brigade du corps du général Vandamme, concourt à la prise de Wavre, et facilite par la résistance qu'il oppose à l'ennemi la retraite du 3e corps d'armée qui arrive sous les murs de Paris avec très peu de perte. 
Il suit l'armée sur la rive gauche de la Loire, et il maintient une exacte discipline dans les troupes qui, sous ses ordres, se retirent dans le département du Lot. Le 22 juillet 1818, il est mis en disponibilité, et le 1er janvier 1825 il est admis à la retraite. 
Il devient après l'avènement de Louis-Philippe, député du département du Lot, qui le choisit, au grand collège le 28 octobre 1830, par 209 voix sur 370 votants et 590 inscrits, il succède à M. de Lantillac, dont l'élection a été annulée. Il est réélu le 5 juillet 1831, par la 5e circonscription du Lot, avec 100 voix sur 163 votants et 206 inscrits, contre 63 voix au docteur Touron.
François Bertrand Dufour meurt le 13 octobre 1832 à l’âge de 67 ans au château de Laborie sur la commune de Lanzac.

## Sources
- (en) « Generals Who Served in the French Army during the Period 1789 - 1814: Eberle to Exelmans »
- Thierry Pouliquen, « Les généraux français et étrangers ayant servis [sic] dans la Grande Armée » (consulté le 18 septembre 2013)
- Fiche sur Assemblée nationale
- « François Bertrand Dufour », dans Adolphe Robert et Gaston Cougny, Dictionnaire des parlementaires français, Edgar Bourloton, 1889-1891 [détail de l’édition]
- « Cote LH/833/43 », base Léonore, ministère français de la Culture
- François-Bertrand Dufour  sur roglo.eu
- A. Lievyns, Jean Maurice Verdot, Pierre Bégat, Fastes de la Légion-d'honneur, biographie de tous les décorés accompagnée de l'histoire législative et réglementaire de l'ordre, Bureau de l’administration, 1844, 529 p. (lire en ligne), p. 127.
- Société des gens de lettres, Biographie universelle ; ou, Dictionnaire historique, contenant la nécrologie des hommes célèbres, tome 2, Furne et Cie, janvier 1838, 814 p. (lire en ligne), p. 452.